# 블루텅병

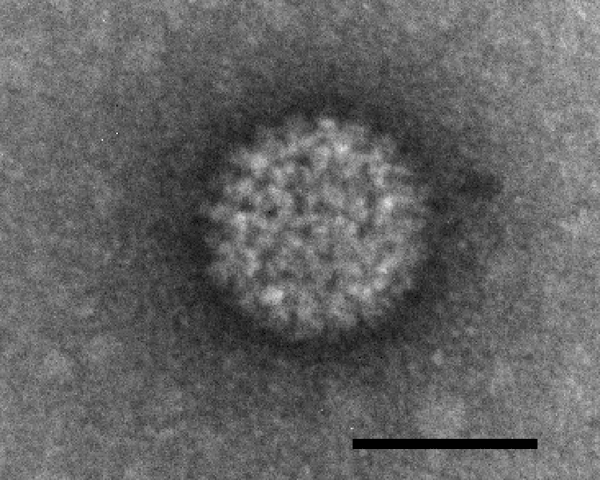
블루텅 바이러스

블루텅병은 Reoviridae과, Orbivirus속에 속하는 블루텅바이러스(Bluetongue virus)가 원인체로 병원성이 다양하고, 열성, 비접촉성 곤충매개 질병이다. 이 질병에 걸린 면양은 발열이 있고 점막부위(볼,입술, 안면 등)의 염증과 충혈, 출혈, 궤양형성, 그리고 제대염으로 인한 절름과 기형태자 등의 증상을 보인다.